# Seguapallene echinata
Seguapallene echinata is een zeespin uit de familie Callipallenidae. De soort behoort tot het geslacht Seguapallene. Seguapallene echinata werd in 1938 voor het eerst wetenschappelijk beschreven door Calman. 